# 芥子園画伝
芥子園画伝（かいしえんがでん）は、中国・清代に刊行された彩色版画絵手本。古くからの歴代画論に始まり、山水、花鳥などの技法を解説した絵画論として広く普及した。

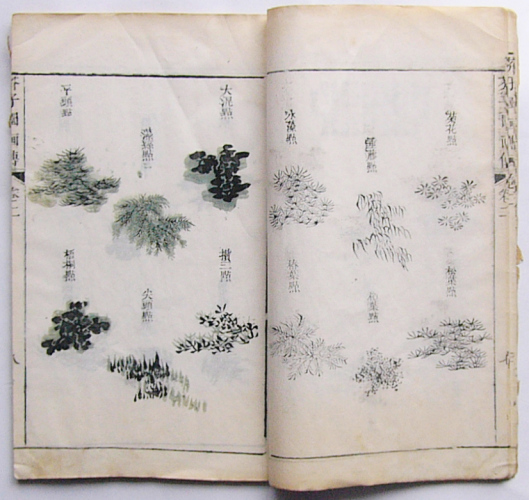
芥子園画傳1集2巻

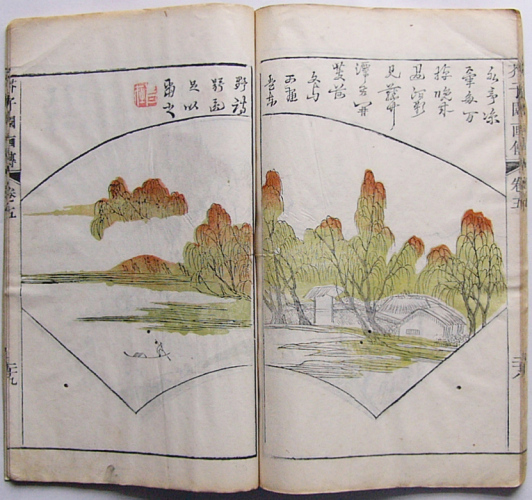
芥子園画傳1集5巻

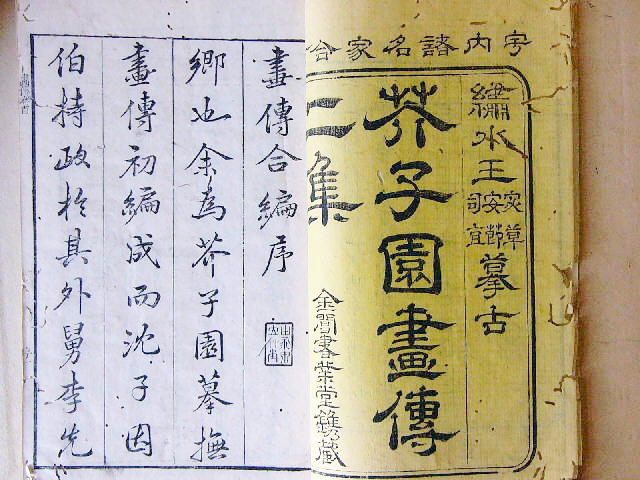
芥子園画傳2集扉

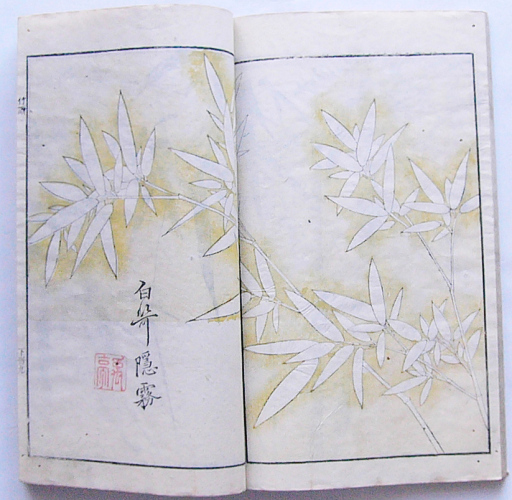
芥子園画傳2集竹譜

## 概要
全四集で、内容は絵を描くに当たっての精神、哲学、に始まり、筆や墨や紙の扱い方、色の付け方、そして山水、樹木、岩石、雲、滝、人物、畜獣、建築物、橋梁などの描き方が著名な画家の作品とされた作品を多色版画として引用しながら載せてある。絵画の教科書、詩画譜として流行した。
芥子園画伝は、清代の康煕帝の時代に、発案・審定者である李漁の意向をうけ、娘婿の沈因伯によって出版された絵画技法の教科書である。套印という木版多色刷技法で制作されている。書名は南京にあった李漁の別荘「芥子園」に由来し、李漁の字から採った「笠翁画伝」という別名でも知られる。
初集は李流芳の画譜をもとに、南京在住の絵師王槩が大幅に増補し、文章をつけて編集した山水樹石画譜で、1679年刊である。五巻本、李漁序。巻五に名をとどめる王槩・王臬兄弟、王楫、孫肇功、陳淏（扶揺）は、康煕年間に同じく南京において刊行された短編小説集『西湖佳話』の図版にも名が見えるのみならず、作風のうえでも共通するところがあり、両書がともにこれらの人々の関与によって制作されたものであることを示している。二集は王槩とその兄弟が共同編集した蘭竹菊梅画譜で1701年刊。4巻本。三集も王槩とその兄弟が共同編集した花鳥画譜で同じく1701年刊。沈因伯は四集を出版する計画を立てていたが実現せず、実際の四集は、1～3集の流行に便乗して後世に偽托されて嘉慶年間に初めて出版された人物画譜である。
元来絵師の技術は、門外不出だったので、それを一般に広め、また統一的な描き方の無かった絵画技術を整理するために、解説文と挿絵を用いた書物であったので歓迎され何度も出版された。乾隆47年に蘇州で再版された1～3集本、嘉慶23年の1-4集本と光緒24年刊行の6巻本が有名である。日本にも元禄年間（1688年－1704年）に伝来しており、寛延年代（1748年ごろ）以来、日本でも翻刻本が何度も出版されている。
中国美術史学者古原宏伸によると、『芥子園画伝』初集文章の種本は僅か数種類、しかも悪い版本から無茶苦茶な引用や間違いだらけの読解力、強引な編集による論理的矛盾や比喩の不正確さが著しい。図版も明代画譜の荒唐無稽さは無くなり観る者に安心感を与えるが、一級品から取材したものが一点も無い。それでも芥子園画伝が広く受け入れられたのは、乾隆帝コレクションを頂点として、古画が市場から払底し秘蔵された結果、古画閲覧が困難な画家の自習のために広範な需要が存在したからだと言える。また、19世紀に中国絵画の制作の中心が山水画から花鳥画へと転換するのは、芥子園画伝『二集』と『三集』の影響を指摘している。
池大雅や与謝蕪村、特に田能村竹田といった南画・文人画を中心とする江戸後期の画壇に、大変な影響を与えた。　

## 訳注書籍
- 青木正児訳注 『芥子園画伝　初集 山水樹石』筑摩書房（2冊組）、1975年。入矢義高補校訂
  - 『青木正兒全集　第10巻』春秋社、1975年、復刊1984年ほか。神田喜一郎校訂
- 草薙奈津子訳 『現代語訳　芥子園画伝　東洋画の描き方』 芸艸堂、1993年、新装版2002年
- 新藤武弘 『芥子園画伝　新訳』 日貿出版社、1985年、新装版1994年
- 『復刻版　芥子園画伝　初集』 勉誠出版、2009年
康熙年間に刷られたとされ、現存する版本では最も初版本に近いとされる「大東急記念文庫所蔵本」を底本としている。
- 『芥子園画伝　唐本翻刻菱屋版』（全15冊組・和本）、芸艸堂、1984年
江戸後期に、京都・菱屋で刷られた和本を復刻したもの。